# Bertrand Ketchanke
Bertrand Ketchanke est un footballeur professionnel franco-camerounais, international mauritanien, né le 14 juin 1980.

## Biographie
Bertrand Ketchanke commence le football à Douala au Cameroun, arrive en France à six ans, prend sa première licence au Paris SG à 11 ans. À quatorze ans, il rejoint le centre de formation de l'AJ Auxerre, grâce à ses qualités de vitesse de course et de puissance de frappe. En 1997, il rejoint le Stade rennais où il signe un contrat de quatre ans. Il évolue en réserve, sauf en 1999-2000 où il est prêté au Stade de Reims et dispute quelques matchs de National.
En 2001 Ketchanke quitte la France. Il signe à Dunfermline Athletic en Écosse sans jouer. En 2002 il rejoint l'US Poggibonsi près de Florence en Italie (Serie-C), puis l'année suivante Scarborough FC, où il joue en D5 anglaise. Naturalisé mauritanien après avoir été contacté par l'entraîneur Noël Tosi, il est sélectionné avec l'équipe nationale de Mauritanie. Il honore sa première et seule sélection le 12 octobre 2003 au Zimbabwe, en rentrant en jeu alors que le score est déjà de 3-0 pour les locaux. 
En 2005, il signe pour deux ans à l'Institute FC en Irlande du Nord, d'où il doit partir à la suite de problèmes de racisme[réf. nécessaire]. De 2006 à 2008, il part pour l'Afrique du Sud et rejoint le Durban Stars F.C. (en). De retour en Europe il se forme comme animateur sportif, joue en 2010 pour Borgo FC, en France, puis tâche de trouver un club en tant que défenseur. En 2011-2012 il joue pour le FC Bleid en D3 belge. En novembre 2013 il s'engage à l'US Esch, au Luxembourg.

## Carrière
| Année       | Club                    | Pays | Qualification                                        |
| ----------- | ----------------------- | ---- | ---------------------------------------------------- |
| 1995        | AJ Auxerre              |      | Vainqueur du Tournoi mondial de Montaigu             |
| 1996        | AJ Auxerre              |      | Vice-champion du Tournoi mondial de Montaigu         |
| 1997        | AJ Auxerre              |      | Vainqueur du Tournoi international de l'entente Rezé |
| 1997 - 1998 | Stade rennais           |      | NC                                                   |
| 1998 - 1999 | Stade de Reims          |      | NC                                                   |
| 1999 - 2001 | Stade rennais           |      | NC                                                   |
| 2001 - 2002 | Dunfermline Athletic FC |      | NC                                                   |
| 2002 - 2003 | US Poggibonsi           |      | NC                                                   |
| 2003 - 2004 | Scarborough FC          |      | NC                                                   |
| 2005 - 2006 | Institute FC            |      | NC                                                   |
| 2007        | Durban Stars            |      | NC                                                   |